# 崔景晊
崔景晊（676年-715年），唐朝政治人物。是唐朝宰相鄭愔的妹夫、崔圓的父親。

## 生平
崔景晊17歲中明經科，歷任梁州南鄭縣尉、蜀州晉原縣尉、大理評事等職務後，因為親屬的關係連累，貶利州葭萌丞。之後歷任梓州鹽亭丞、晉州司法參軍、河東軍支使、判官等職務，於開元三年去世，年四十歲。

## 神道碑
崔景晊出身於清河崔氏而官位不高。其妻是宰相郑愔的妹妹。他的兒子崔圓在天寶末年安史之亂時，因功拜相，崔景晊於代宗朝被追贈太子少師。崔景晊神道碑由古文家李華執筆，李華的碑文除了記載崔氏先祖的功業以外，也反映了七姓十家虽然被唐朝明令禁止私下通婚却反而以身為「禁婚家」為榮的特殊歷史狀況。
......神龍中，申明舊詔，著之甲令，以五姓婚媾，冠冕天下，物惡大盛，禁相為姻。隴西李寶之六子，太原王瓊之四子，滎陽鄭溫之三子，范陽盧子遷之四子、盧輔之六子，公之八代祖元孫之二子，博陵崖懿之八子，趙郡李楷之四子，士望四十四人之後，同降明詔，斯可謂美宗族人物而表冠冕矣！......世傳清白，子孝臣忠，山東士大夫以五姓婚姻為第一，朝廷衣冠以尚書端揆為貴仕，惟公兼之。清河崔氏，至趙公三代僕射，可謂盡善矣！